# یون (رود)
 یون رودی است که از موروان سرچشمه می‌گیرد و به سن می‌ریزد. این رود از کشور فرانسه می‌گذرد.